# Amizoni Országos Magyar Nőnevelő Intézet
Az Amizoni Országos Magyar Nőnevelő Intézetet 1908-ban alapították Amizoni Károly vaskereskedő 1877-ben tett alapítványából, polgári vagy középiskolát végzett lányok részére. Az intézet művelt háziasszonyokat és gondos családanyákat képzett. A tanulók hároméves bentlakásos háztartási és gazdasági irányú tanfolyamon vettek részt, melynek keretében idegen nyelvet és zenét is oktattak. Az intézet 1909-től a mai Amerikai út 96. szám alatt működött (az épületet Mód Lajos tervezte), és a második világháború után szűnt meg.
Az intézet épületét ma a Magyar Táncművészeti Egyetem használja.

## Ajánlott irodalom
- Az Amizoni Károly által alapított Országos Magyar Nőnevelő Intézet évkönyve 1940/1941